# Napoleonske vojne
Napoleonske vojne je naziv za niz vojn, ki so potekale v času vladanja Napoleona Bonaparta v Franciji. Predstavljajo nasledstvo francoskih revolucionarnih vojn.
Sprva so bile vojne posledica francoske revolucije, nato pa so prerasle v ozemeljske zahteve prvega Francoskega cesarstva. Napoleonske vojne so bile vzrok za množično posodabljanje oboroženih sil v Evropi. 
Zaradi revolucionarnega načina bojevanja, ki ga je uvedel Napoleon, je Francija hitro osvojila večji del Evrope, toda prav tako hitro je izgubila vojne.
Večina zgodovinarjev uvršča napoleonske vojne med letoma 1803 in 1815.
V prvi koalicijski vojni je Napoleon sodeloval kot general in z uspešnim bojevanjem opozoril nase, v drugi je po letu 1799 prevzel poveljstvo, v preostalih je bil cesar Francoskega imperija. Prva in tudi druga sta še del francoskih revolucionarnih vojn, ostale so napoleonske vojne, vse skupaj se tretirajo kot francosko revolucionarne - napoleonske ali koalicijske vojne.
- Vojna prve koalicije (april 1792 – oktober 1797)
- Vojna druge koalicije (november 1798 – marec 1802)
- Vojna tretje koalicije (april 1805 – julij 1806)
- Vojna četrte koalicije (oktober 1806 – julij 1807)
- Vojna pete koalicije (april – oktober 1809)
- Vojna šeste koalicije (marec 1813 – maj 1814)
- Vojna sedme koalicije, znana tudi kot stodnevna vojna (marec – julij 1815)